# Корпорація Санти
Корпорація Санти (англ. Santa Inc.) — американський анімаційний ляльковий серіал для дорослих, знятий за замовленням стрімінгової платформи HBO Max. Вихід перших восьми серій відбувся 2 грудня 2021 року.

## Сюжет
«Корпорація Санти» — це історія Кенді Смоллс, ельфійки найвищого рангу на Північному полюсі. Коли напередодні Різдва Amazon викрадає наступника Санта-Клауса, Кенді йде до своєї мрії — стати першою жінкою-Сантою в історії Різдва.

## Актори та персонажі
- Сет Роґен — Санта-Клаус
- Сара Сільверман — Кенді Смоллс
- Леслі Гроссман[en] — Кукі
- Габурі Сідібе — Голді
- Ніколас Браун[en] — Девін
- Крейг Робінсон — Джуніор
- Джоел Кім Бустер[en] — Джингл Джим
- Марія Бамфорд[en] — Біг Кенді
- Бек Беннетт — P3

## Кастинг
10 листопада 2021 року оголосили, що до складу серіалу залучені Леслі Гроссман, Габурі Сідібе, Крейг Робінсон, Ніколас Браун, Марія Бамфорд та Джоел Кім Бустер.